# Ян Фурток
Ян Фурток (пол. Jan Furtok; 9 березня 1962, Катовиці, Польща — 26 листопада 2024, там само) — польський футболіст і тренер, виступав на позиції нападника.

## Клубна кар'єра
Футбольну кар'єру Ян розпочав у 1976 році в складі молодіжної команди «Гурника» (Катовіце), наступного року перейшов до іншого клубу з Катовиць — ГКС, у складі якої у 1979 році й розпочав професіональну кар'єру. З 1982 року став основним гравцем команди. У складі клубу з Катовиць тричі поспіль (з 1985 по 1987 рік) виходив до фіналу кубку Польщі. У 1985 та в 1987 роках ГКС поступався своїм суперникам (спочатку у Варшаві — з рахунком 1:3 «Відзеву», а потім — в Ополе з рахунком 3:4 «Шльонську»). А в 1986 році команда з Катовиць з рахунком 4:1 перемогла «Гурник» (Забже).
У 1988 році Ян переїздить до Німеччини, підписуючи контракт з клубом Бундесліги «Гамбурга», якому віддав 5 років своєї кар'єри. Фінансову компенсацію за перехід поляка розділили між собою ГКС (Катовіце) та Польський футбольний союз. У «Гамбурзі» Фурток замінив свого співвітчизника, Мирослава Оконського, й в своєму дебютном поєдинку за «городян» відзначився голом. Тим часом польська вдада, підозрюючи, що перехід Яна є частиною втечі Анджея Рудого, відмовилася відпускати до Гамбурга дружину Фуртока, а також його двох дітей, яким на той час було 4 та 2 роки відповідно. Через два місяці сім'я все ж переїхала до Гамбурга, цьому посприяла допомога у вирішенні конфлікту з боку Німецького футбольного союзу. Згодом Фурток отримав німецьке громадянство, оскільки його предки проживали у Верхній Сілезії та були імперськими підданими.
У сезоні 1990/91 років з 20-а забитими м'ячами Фурток став другим найкращим бомбардиром чемпіонату, після Роланда Вольфарта, й встановив рекорд серед польських футболістів у Бундеслізі, який лише у 2012 році зумів перевершити Роберт Левандовський. Зокрема влітку 1991 року римське «Лаціо» придбало Томаса Долля як плеймейкера, який разом з Фуртоком та Нанду, які утворювали грізний атакувальний «кулак». У сезоні 1991/92 років отримав розрив хрестоподібної зв'язки, через що не міг грати близько півроку. Ян був нападником-дриблером, мав гольове чуття, але в той же час міг діяти «підступно», йти на стик з гравцем команди-суперника в його штрафному майданчику, вимагаючи пенальті. Проте серед уболівальників «Гамбурга» й надалі мав славу «живої легенди», не в останню чергу завдяки своїм переможним м'ячам у ворота «Вальдгофа» наприкінці сезону 1989/90 років.
Разом з «Гамбургом» дійшов до 1/4 фіналу Кубку УЄФА 1990 року (в якому за поступився з рахунком 0:2 та 2:1 туринському «Ювентусу»). Також у чвертьфіналі Кубка УЄФА Ян виступав через чотири роки поєдинку проти «Аустрії» (Зальцбург), але вже в футболці франкфуртського «Айнтрахту», за який він виступав у 1993-1995 роках. У 1995 році після 188 матчів у Бундеслізі, але не маючи жодного чемпіонського титулу, залишає Німеччину та повертається до ГКС (Катовіце)

## Кар'єра в збірній
З 1984 року викликався до складу збірної Польщі. У 1986 році разом з «кадрою» був учасником чемпіонату світу в Мексиці. У футболці національної команди зіграв 36 матчів та відзначився 10-а голами. Його м'яч, забитий рукою, врятував польську команду від принизливої нічиєї з Сан-Марино у поєдинку кваліфікації до чемпіонату світу 1994 року.

## Кар'єра тренера
По завершенні кар'єри гравця розпочав тренерську діяльність. У 2005 році був призначений головним тренером, проте під його керівництвом команда вилетіла з Екстракляси. Після цього деякий час тренував другу та юнацьку команду ГКС, а згодом був обраний президентом клубу. На цій посаді пробув до 2009 року. 
5 січня 2010 року призначений спортивним директором національної збірної.
У 2017 році він отримав нагороду «Супер Бука» — спеціальний приз від ГКС (Катовіце).

## Статистика виступів

### У збірній
| Виступи в збірній Польщі | Виступи в збірній Польщі | Виступи в збірній Польщі | Виступи в збірній Польщі | Виступи в збірній Польщі | Виступи в збірній Польщі | Виступи в збірній Польщі | Виступи в збірній Польщі |
| №                        | Дата                     | Місце                    | Суперник                 | Результат                | Змагання                 | Грав                     | Примітки                 |
| ------------------------ | ------------------------ | ------------------------ | ------------------------ | ------------------------ | ------------------------ | ------------------------ | ------------------------ |
| 1.                       | 23 травня 1984           | Дублін                   | Ірландія                 | 0-0                      | товариський              | до 67'                   |                          |
| 2.                       | 4 вересня 1985           | Брно                     | Чехословаччина           | 1-3                      | товариський              | до 46'                   |                          |
| 3.                       | 8 грудня 1985            | Туніс                    | Туніс                    | 0-1                      | товариський              | з 46'                    |                          |
| 4.                       | 11 грудня 1985           | Адана                    | Туреччина                | 1-1                      | товариський              | до 45'                   | Гол                      |
| 5.                       | 16 червня 1986           | Гвадалахара              | Бразилія                 | 0-4                      | ЧС 1986                  | з 60'                    |                          |
| 6.                       | 7 жовтня 1986            | Бидгощ                   | Північна Корея           | 2-2                      | товариський              | з 46'                    |                          |
| 7.                       | 12 листопада 1986        | Варшава                  | Ірландія                 | 1-0                      | товариський              | до 45'                   |                          |
| 8.                       | 18 березня 1987          | Рибник                   | Фінляндія                | 3-1                      | товариський              | 90'                      | Гол                      |
| 9.                       | 24 березня 1987          | Вроцлав                  | Норвегія                 | 4-1                      | товариський              | 90'                      | Гол                      |
| 10.                      | 12 квітня 1987           | Гданськ                  | Кіпр                     | 0-0                      | квал. Євро 1988          | до 45'                   |                          |
| 11.                      | 29 квітня 1987           | Афіни                    | Греція                   | 0-1                      | квал. Євро 1988          | до 66'                   |                          |
| 12.                      | 1 червня 1988            | Москва                   | СРСР                     | 1-2                      | товариський              | до 64'                   |                          |
| 13.                      | 13 липня 1988            | Нью-Бритен               | США                      | 2-0                      | товариський              | до 68'                   |                          |
| 14.                      | 15 липня 1988            | Торонто                  | Канада                   | 2-1                      | товариський              | 90'                      |                          |
| 15.                      | 24 серпня 1988           | Білосток                 | Болгарія                 | 3-2                      | товариський              | 90'                      | Гол                      |
| 16.                      | 21 вересня 1988          | Котбус                   | НДР                      | 2-1                      | товариський              | 90'                      | Гол · Гол                |
| 17.                      | 19 жовтня 1988           | Хожув                    | Албанія                  | 1-0                      | квал. ЧС 1990            | до 71'                   |                          |
| 18.                      | 12 квітня 1989           | Варшава                  | Румунія                  | 2-1                      | товариський              | 90'                      |                          |
| 19.                      | 2 травня 1989            | Осло                     | Норвегія                 | 3-0                      | товариський              | 90'                      | Гол · Гол                |
| 20.                      | 7 травня 1989            | Сульна                   | Швеція                   | 1-2                      | квал. ЧС 1990            | 90'                      |                          |
| 21.                      | 3 червня 1989            | Лондон                   | Англія                   | 0-3                      | квал. ЧС 1990            | 90'                      |                          |
| 22.                      | 11 жовтня 1989           | Хожув                    | Англія                   | 0-0                      | квал. ЧС 1990            | з 58'                    |                          |
| 23.                      | 15 серпня 1990           | Париж                    | Франція                  | 0-0                      | товариський              | 90'                      |                          |
| 24.                      | 26 вересня 1990          | Бухарест                 | Румунія                  | 1-2                      | товариський              | до 83'                   |                          |
| 25.                      | 17 жовтня 1990           | Лондон                   | Англія                   | 0-2                      | квал. Євро 1992          | до 75'                   |                          |
| 26.                      | 27 березня 1991          | Оломоуць                 | Чехословаччина           | 0-4                      | товариський              | 90'                      |                          |
| 27.                      | 1 травня 1991            | Дублін                   | Ірландія                 | 0-0                      | квал. Євро 1992          | до 88'                   |                          |
| 28.                      | 29 травня 1991           | Радом                    | Уельс                    | 0-0                      | товариський              | 90'                      |                          |
| 29.                      | 11 вересня 1991          | Ейндговен                | Нідерланди               | 1-1                      | товариський              | до 71'                   |                          |
| 30.                      | 16 жовтня 1991           | Познань                  | Ірландія                 | 3-3                      | квал. Євро 1992          | 90'                      | Гол · ЖК                 |
| 31.                      | 13 листопада 1991        | Познань                  | Англія                   | 1-1                      | квал. Євро 1992          | 90'                      |                          |
| 32.                      | 31 березня 1993          | Бжеще                    | Литва                    | 1-1                      | товариський              | 90'                      |                          |
| 33.                      | 28 квітня 1993           | Лодзь                    | Сан-Марино               | 1-0                      | квал. ЧС 1994            | 90'                      | Гол                      |
| 34.                      | 19 травня 1993           | Серравалле               | Сан-Марино               | 3-0                      | >квал. ЧС 1994           | до 81'                   |                          |
| 35.                      | 29 травня 1993           | Хожув                    | Англія                   | 1-1                      | квал. ЧС 1994            | 90'                      |                          |
| 36.                      | 8 вересня 1993           | Лондон                   | Англія                   | 0-3                      | квал. ЧС 1994            | до 45'                   |                          |

## Досягнення

### Як гравця
ГКС (Катовиці)
- Кубок Польщі
  -  Володар (1): 1986
  -  Фіналіст (2): 1985, 1987